# Apollodore l'Épicurien
Pour les articles homonymes, voir Apollodore.
Apollodore l'Épicurien est un philosophe épicurien né à Athènes vers 190 et mort vers 110 av. J.-C. Il fut premier scholarque du Jardin de 150 à sa mort. Il a également été le maître de Zénon de Sidon.
Il fut un écrivain très prolifique. Diogène Laërce rapporte ainsi qu'il aurait écrit près de quatre cents livres. De cette œuvre très complète, seuls quatre titres nous sont parvenus. En particulier un Sur Épicure, qui semble avoir été une des premières sources de Diogène Laërce pour sa Vie d'Épicure. Un autre de ses ouvrages, Recueil des doctrines, contenait une critique sévère du stoïcien Chrysippe : « Si l'on enlevait en effet des livres de Chrysippe toutes les citations étrangères on ne trouverait que des feuilles blanches ».
Il fut surnommé le « Tyran du Jardin ».

## Ses œuvres
- Recueil de doctrine
- Sur les législateurs
- Sur les écoles philosophiques
- Vie d'Épicure